# تقليص النطاق
يتم تشغيل النماذج المناخية العالمية المستخدمة في الدراسات والتوقعات المناخية في قرار مكاني خشن وهي غير قادرة على حل الميزات الهامة على نطاق الشبكة الفرعية مثل الغيوم والطبوغرافيا. ونتیجة لذلك، لا یمکن استخدام مخرجات النماذج المناخية في دراسات الأثر المحلي.
وللتغلب على هذه الأساليب، يتم تطوير أساليب تقليص النطاق من أجل الحصول على الطقس والمناخ على مستوى محلي، ولا سيما في مستوى السطح، من متغيرات الغلاف الجوي على النطاق الإقليمي التي توفرها نماذج المناخ العالمي. يوجد شكلان رئيسيان لتقنية تقليص النطاق. ويتمثل أحد الأشكال في تقليص النطاق الدينامي، حيث يستخدم الناتج من النماذج لدفع نموذج إقليمي عددي في الاستبانة المكانية الأعلى، مما يجعله قادراً على محاكاة الظروف المحلية بمزيد من التفصيل. الشكل الآخر هو التقليص الإحصائي، حيث يتم إنشاء علاقة إحصائية من الملاحظات بين المتغيرات واسعة النطاق، مثل ضغط سطح الغلاف الجوي، ومتغير محلي، مثل سرعة الرياح في موقع معين. ثم تستخدم العلاقة فيما بعد على بيانات النماذج للحصول على المتغيرات المحلية.
حيث أن تقليص النطاق (بالإنجليزية: Downscaling)‏ بمعناه الأصلي يعني الأسلوب الذي يستمد المعلومات على النطاقين المحلي والإقليمي (عادة 100 كم أو أصغر) من نماذج أو تحليل بيانات واسعة النطاق.